# Praktblommossa
Praktblommossa (Schistidium helveticum) är en bladmossart. Praktblommossa ingår i släktet blommossor, och familjen Grimmiaceae. Enligt den svenska rödlistan är arten otillräckligt studerad i Sverige. Arten förekommer på Öland och Götaland. Artens livsmiljö är jordbrukslandskap.